# Higurashi no naku koro ni
Higurashi no naku koro ni (jap. ひぐらしのなく頃に) – japońska seria kryminalnych powieści wizualnych stworzona przez grupę 07th Expansion. Gry powstały na silniku NScripter na platformę Microsoft Windows. Ich fabuła skupia się na grupie młodych przyjaciół oraz na dziwnych zdarzeniach zachodzących w wiosce, w której żyją. Pierwsza gra serii, Onikakushi-hen, została wydana 10 sierpnia 2002 roku. Ósma i ostatnia gra na komputery PC, Matsuribayashi-hen, została wydana 13 sierpnia 2006 roku. By zwiększyć zainteresowanie, oraz by dalej rozwijać historię, dalsze rozdziały serii zostały stworzone w formie gier na konsole PlayStation 2 i Nintendo DS.
Seria zyskała sporą popularność, w rezultacie której wyprodukowano kilka różnych adaptacji fabuły gier. Powstały odcinki audio (dramy CD) wydawane na płytach w latach 2005-2012; we współpracy dwóch różnych wydawnictw – Square Enix i Kadokawa Shoten wydano także kilka serii mang, zrealizowanych przez kilku różnych artystów, adaptujących różne „rozdziały” gier.
W latach 2006–2013 powstały dwie serie anime oraz kilkanaście odcinków OVA zrealizowane przez Studio Deen. Kolejną serię anime, będącą sequelem, zrealizowała w 2020 roku firma Infinite we współpracy ze studiem Passione.
W latach 2008–2009 powstały dwa filmy pełnometrażowe typu live action, a w 2016 roku także sześcioodcinkowy serial telewizyjny.
W Polsce większość serii mang zostało wydanych przez wydawnictwo Waneko pod wspólnym tytułem Gdy zapłaczą cykady. Pierwsza seria anime jest udostępniona od 2019 roku przez Netflix pod tytułem When They Cry.

## Znaczenie tytułu
Tytuł posiada podwójne znaczenie sugerowane przez zapis jedynie fonetyczny. Słowo higurashi (jap. ひぐらし) może być przetłumaczone jako „cykada” (jap. 蜩) lub „życie z dnia na dzień” (jap. 日暮し). Naku (jap. なく) może oznaczać „wydawać dźwięk” (jap. 鳴く) (odnoszące się głównie do zwierząt, ptaków i insektów) albo „płakać” (jap. 泣く). Ryukishi07, autor historii, twierdzi, że czerwony kolor sylaby na (な) w logo jest oficjalną częścią tytułu.

## Rozgrywka
Higurashi no naku koro ni jest to powieść wizualna opisywana przez twórcę — 07th Expansion — jako „sound novel”. Oryginalna wersja serii charakteryzuje się całkowitą liniowością - gracz nie ma wpływu na rozwój wydarzeń - każda część gry posiada tylko jedno zakończenie.
W trakcie rozgrywki prezentowane są graczowi kolejne wskazówki i teorie, na temat tego, jaka prawda może kryć się za różnymi wydarzeniami dziejącymi się w Hinamizawie. Gracz może dyskutować także z innymi grającymi w nie ludźmi na forach oraz samemu teoretyzować na temat możliwych rozwiązań tajemnic i wątków przedstawionych w grze, a których rozwiązania w grze nie podano.
Do znacznych zmian w rozgrywce doszło w Higurashi no Naku Koro ni Matsuri (jap. ひぐらしのなく頃に祭) — adaptacji całej serii na PS2 wydanej 22 lutego 2007 roku. Do najważniejszych z nich należy dodanie wyborów, co pozwala graczowi na zdecydowanie, który scenariusz chce zrealizować, jednak tyczy się to tylko tych rozdziałów pytań, których głównym bohaterem jest Keiichi Maebara. Kolejną dużą różnicą jest inne zakończenie. Matsuribayashi-hen zostaje pominięty, a na jego miejsce pojawiają się trzy inne rozdziały: Taraimawashi-hen, Tsukiotoshi-hen oraz Miotsukushi-hen. Ponadto port gry posiada inne projekty postaci i teł, zmienioną ścieżkę dźwiękową oraz dubbing. Ze względu na duży sukces tej adaptacji, w 20 grudnia 2007 roku wydano dodatek Higurashi no Naku Koro ni Matsuri: Kakera Asobi (jap. ひぐらしのなく頃に祭カケラ遊び).
Kolejną adaptacją całej serii stanowi Higurashi no Naku Koro ni Kizuna (jap. ひぐらしのなく頃に絆) na Nintendo DS. Ze względu na dużo mniejszą (w porównaniu z PlayStation 2) pojemność dysku gra została podzielona na cztery części: Dai Ichi Kan Tatari (jap. 第一巻「祟」), Dai Ni Kan Sou (jap. 第二巻「想」), Dai San Kan Rasen (jap. 第三巻「螺」) oraz Dai Yon Kan Kizuna (jap. 第四巻「絆」). Zostały one wydane kolejno 26 czerwca 2008 roku, 27 listopada 2008 roku, 28 marca 2009 roku oraz 25 lutego 2010 roku.

## Fabuła

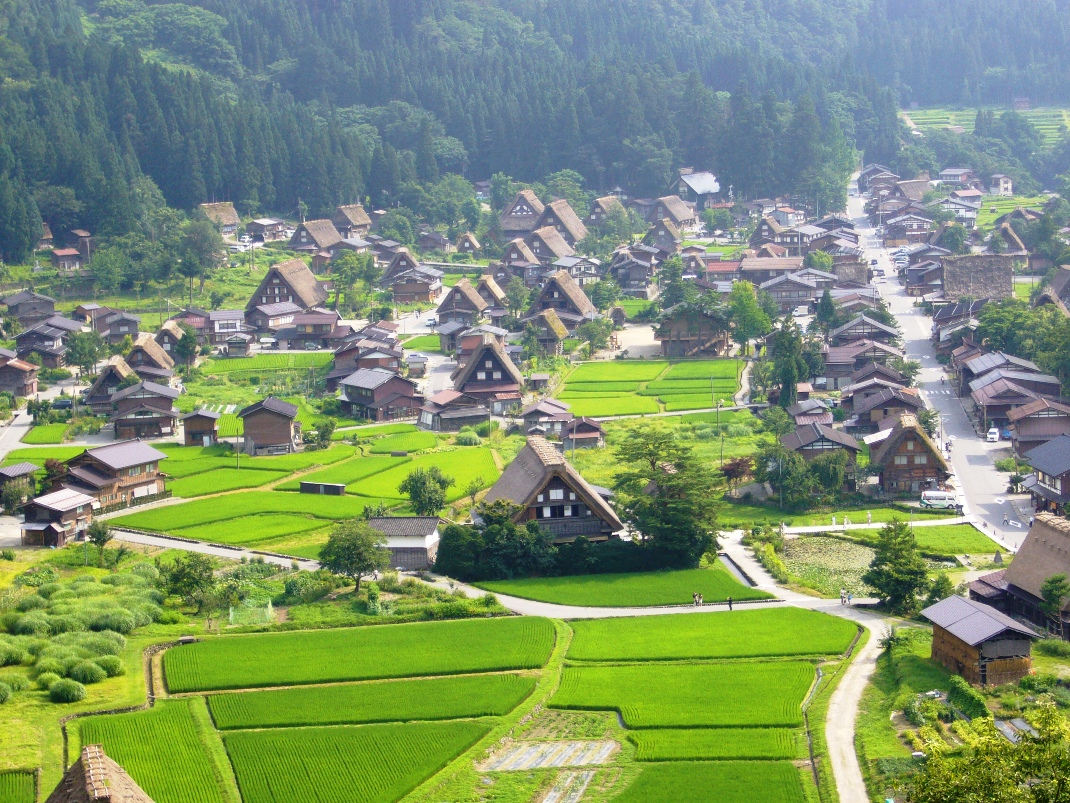
Wioska Shirakawa, która posłużyła za podstawę dla Hinamizawy.

W pobliżu miasta Shishibone, na granicy prefektury, znajduje się wieś Hinamizawa, której populacja wynosi niecałe 2 tysiące ludzi. Do niedawna osamotniona w swej walce przeciwko budowie tamy na pobliskiej rzece, obecnie zapraszająca nowych mieszkańców. W czerwcu 1983 roku do wioski przeprowadza się Keiichi Maebara, gdzie zaprzyjaźnia się z kilkoma koleżankami z klasy. Wkrótce okazuje się, że co roku od 1979 roku, zawsze tego samego dnia czerwca, dzieje się we wiosce bardzo niepokojąca rzecz - jedna osoba ginie, a jedna przepada bez wieści, a wszystko zaczęło się od projektu budowy tamy. Czy to może konspiracja? Przypadek? Rytuał?

### Rozdziały

#### Higurashi no naku koro ni
Pierwsze cztery rozdziały należą do serii Higurashi no naku koro ni (jap. ひぐらしのなく頃に; tłum.: Gdy zapłaczą cykady). Są one nazywane „rozdziałami pytań”, gdyż nie zdradzają one bezpośrednio rozwiązań poszczególnych wątków, dzięki czemu gracz może sam tworzyć teorie na temat wydarzeń w Hinamizawie.
Onikakushi-hen (jap. 鬼隠し編; tłum.: Księga uprowadzenia przez demony)
Wydany: letni Comiket 2002 roku
Rozdział wprowadzający do świata gry. Ukazany jest z perspektywy Keiichiego Maebary. Skupia się na jego codziennym życiu z przyjaciółmi. Początkowo wesoła atmosfera znika, gdy chłopiec dowiaduje się nieprzyjemnych faktów na temat wioski oraz jej mieszkańców. Początkowo główny bohater próbuje to zignorować, ale z czasem zaczyna brać w wątpliwość intencje własnych przyjaciół, aż w ostateczności popada w paranoję, która doprowadza do tragedii.
Watanagashi-hen (jap. 綿流し編; tłum.: Księga dryfującej bawełny)
Wydany: zimowy Comiket 2002 roku
Rozdział jest ponownie pokazany z perspektywy Keiichiego, lecz tym razem główny wątek jest skupiony na samym, tytułowym festynie oraz na siostrach Sonozaki: Mion i Shion. Podczas festiwalu Wataganashi Keiichi i Shion razem Tomitake i Miyo włamują się do świątyni, by odkryć więcej sekretów związanych z tzw. „klątwą boga Oyashiro”. Po tym wydarzeniu dochodzi do niewyjaśnionych zaginięć, o które podejrzewa się Mion.
Tatarigoroshi-hen (jap. 祟殺し編; tłum.: Księga morderczej klątwy)
Wydany: letni Comiket 2003 roku
Rozdział skupia się tym razem na historii rodziny Hōjō. Teppei Hōjō po kilku latach nieobecności wraca do Hinamizawy, zabierając swoją osieroconą bratanicę Satoko do domu, gdzie znęca się nad nią psychicznie i fizycznie. Keiichi, nie godząc się na to, próbuje pomóc koleżance, pozbywając się jej wujka. Niestety, wkrótce po próbie usunięcia wuja z drogi, dochodzi do tragedii, a sam chłopiec zaczyna wierzyć, że jest w stanie rzucać klątwy na innych. Pojawia się po raz pierwszy Irie Kyōsuke – mężczyzna prowadzący klinikę w Hinamizawie, a także pojawia się informacja o tym, że brat Satoko – Satoshi – rok wcześniej zaginął w niewyjaśnionych okolicznościach.
Himatsubushi-hen (jap. 暇潰し編; tłum.: Księga marnowania czasu)
Wydany: letni Comiket 2004 roku
Akcja rozdziału dzieje się pięć lat przed właściwymi wydarzeniami z serii. Głównym bohaterem jest Mamoru Akasaka, młody policjant z Tokio. Zlecono mu śledztwo związane z porwaniem córki polityka, lecz mężczyzna później zostaje uwikłany w tajemnice wioski. Rozdział skupia się na Rice Furude, która może mieć silny związek z wydarzeniami Hinamizawy.

#### Higurashi no naku koro ni kai
Rozdziały od piątego do ósmego zebrano pod wspólnym tytułem Higurashi no naku koro ni kai (jap. ひぐらしのなく頃に解). Nazywane są rozdziałami odpowiedzi, gdyż wytłumaczone zostaje większość niedopowiedzeń z rozdziałów pytań.
Meakashi-hen (jap. 目明し編; tłum.: Księga uświadomienia)
Wydany: zimowy Comiket 2004 roku
Rozdział stanowi rozwiązanie Wataganashi-hen. Historia jest ukazana z perspektywy Shion Sonozaki – głównej sprawczyni większości zniknięć w Wataganashi-hen. Dziewczyna ucieka ze szkoły, by wrócić do Hinamizawy wbrew zakazowi jej rodziny. Była zakochana w Satoshim, lecz niestety jej miłość spowodowała zhańbienie rodu Sonozaki. Gdy chłopiec znika w niewyjaśnionych okolicznościach, Shion popada w szaleństwo i zaczyna mordować każdego, kto w jej mniemaniu przyczynił się w jakimkolwiek stopniu do cierpienia lub zniknięcia ukochanego.
Tsumihoroboshi-hen (jap. 罪滅し編; tłum.: Księga pokuty)
Wydany: letni Comiket 2005 roku
Rozdział stanowi rozwiązanie Onikakushi-hen, lecz w przeciwieństwie do Meakashi-hen, dochodzi w nim do innych wydarzeń niż w odpowiadającym mu rozdziałowi pytań. Fabuła jest skupiona na Renie Ryūgū i jej rodzinie. Dziewczyna z powodu choroby zwanej „syndromem Hinamizawy” zaczyna popadać w tę samą paranoję, co Keiichi w pierwszym rozdziale. Pod koniec Rena próbuje wysadzić w powietrze szkołę, lecz w ostateczności jej się to nie udaje.
Minagoroshi-hen (jap. 皆殺し編; tłum.: Księga wielkiej rzezi)
Wydany: zimowy Comiket 2005 roku
Rozdział stanowi rozwiązanie Tatarigoroshi-hen. Fabuła jest ukazana z perspektywy Riki Furude. Dziewczyna, jak się okazuje, przeżywała wielokrotnie wydarzenia z całej serii i w każdym z nich ginęła. Po raz pierwszy pojawia się Hanyū Furude – bogini, która odpowiada za przenoszenie Riki do coraz to kolejnej Hinamizawy. Zdradzony zostaje również główny antagonista serii.
Matsuribayashi-hen (jap. 祭囃し編; tłum.: Księga uroczystej pieśni)
Wydany: letni Comiket 2006 roku
Ostatni rozdział gry, który odpowiada na dotąd niedopowiedziane, wszelkie wątki w serii. Wszyscy główni bohaterowie działają razem, by pokonać osobę odpowiedzialną za niszczenie wioski oraz by zmienić jej przeznaczenie. Hanyū w tym rozdziale pojawia się w ludzkiej postaci. Jest to jedyny, kanoniczny, niehumorystyczny rozdział, który posiada szczęśliwe zakończenie. Nie dochodzi też do śmierci żadnej osoby podczas czerwca 1983 roku.

#### Higurashi no naku koro ni rei
Kolejnym rozdziałem wydanym przez 07th Expansion jest Higurashi no naku koro ni rei (jap. ひぐらしのなく頃に礼), który został wydany podczas zimowego Comiketu w 2006 roku. Rozdział ten dzieli się na trzy podrozdziały:
Saikoroshi-hen (jap. 賽殺し編)
Stanowi epilog do Matsuribayashi-hen. Dzieje się w sierpniu 1983. Rika podczas jazdy rowerem zostaje potrącona przez ciężarówkę, po czym budzi się w alternatywnym świecie. W nim Keiichi, Kyōsuke oraz Miyo nigdy nie przybyli do Hinamizawy, rodzice Reny nie rozwiedli się, rodzice Satoko oraz Riki żyją, a Satoshi nie zniknął. Hanyū jest nieobecna, a sama wioska ma wkrótce znaleźć się pod wodą, ponieważ projekt budowy tamy jest już na ukończeniu. Rika musi sama znaleźć sposób na powrót do poprzedniego świata.
Batsukoishi-hen (jap. 罰恋し編)
Akcja dzieje się w śnie, w którym Keiichi wraz z Soul Brothers walczy przeciwko dziewczynom z klubu gier.
Hirukowashi-hen (jap. 昼壊し編)
Fabuła rozdziału bazuje na grze typu strzelanka zatytułowanej Higurashi Daybreak. Opowiedziany jest z perspektywy Keiichiego Maebary oraz Reny Ryūgū. Podczas szukania skarbu Rena coś przypadkowo połknęła. Okazuje się, że to była jedna z dwóch części „Fuwarazu Magatama”, dzięki któremu jedna osoba z czerwoną magatamą ślepo zakochuje się w drugiej z białą.

#### Higurashi no naku koro ni matsuri
Księgi, które pojawiły się po raz pierwszy w adaptacji gry na PlayStation 2 — Higurashi no naku koro ni matsuri (jap. ひぐらしのなく頃に祭).
Taraimawashi-hen (jap. 盥回し編)
Księga pytań, która stanowi karę dla gracza, gdy ten usilnie próbuje uniknąć zaangażowania się w jakiekolwiek problemy postaci. Chronologiczne ma ona miejsce przed Onikakushi-hen. Keiichi spotyka się z Shion podczas festynu Watanagashi. Podczas spotkania Shion opowiada mu o ciemnej stronie wioski. Keiichi zamiast się przejąć, zdecydował zignorować ostrzeżenia i cieszyć się życiem jak dawniej, jednak po festiwalu jego przyjaciółki zaczynają się dziwnie zachowywać, a sam Keiichi zostaje wplątany w sprawy, z którymi nie chce mieć nic wspólnego. Księga posiada dwa zakończenia, w zależności od tego, czy gracz ukończył Tsukiotoshi-hen.
Tytuł księgi pochodzi od zwrotu taraimawashi (jap. 盥回し), który oznacza m.in. zrzucanie problemów na innych, aby uniknąć odpowiedzialności.
Tsukiotoshi-hen (jap. 憑落し編)
Księga pytań będąca alternatywną wersją Tatarigoroshi-hen. Keiichi i Shion chcą uratować Satoko z rąk jej wujka. Początkowo próbują to zrobić metodami pokojowymi, jednak gdy te nie skutkują, postanawiają podjąć drastyczne środki oraz zamordować Teppeigo podczas festynu Wataganashi. Do Keiichiego i Shion dołącza Rena, która chce zemścić się za oszustwa finansowe Teppeigo i Riny na jej rodzinie. Satoko przyłapuje ich na morderstwie, ale, zanim zdążyła cokolwiek zrobić, zostaje oszołomiona przez Shion. Po morderstwie dochodzi do serii tragicznych wydarzeń.
Tytuł księgi jest grą słów tsuku (jap. 憑く opętać, nawiedzać, straszyć, nękać) oraz tsukiotosu (jap. 突き落とす zepchnąć np. w przepaść, strącić)
Miotsukushi-hen (jap. 澪尽し編)
Alternatywne zakończenie całej serii, zastępujące Matsuribayashi-hen. Po dowiedzeniu się, kto jest prawdziwym sprawcą masowego morderstwa w Hinamizawie, Keiichi i Rika postanawiają zmienić przeznaczenie poprzez rozwiązanie problemów, jakie pojawiły się we wcześniejszych rozdziałach. Miotsukushi-hen odpowiada na wszystkie wątki w serii, przy czym dodaje kilka dodatkowych informacji na temat syndromu Hinamizawy oraz powstania Hanyuu. Rozdział ten pojawił się też w czwartej części Higurashi no Naku Koro ni Kizuna, lecz nieco się różni od tego w Matsuri.
Tytuł księgi jest grą słów miotsukushi (jap. 澪標 znaki na kanale wodnym) i mi o tsukusu (jap. 身を尽くす poświęcić się w całości).

#### Higurashi no naku koro ni kizuna
Rozdziały, które pojawiły się w serii gier na platformę NDS — Higurashi no naku koro ni kizuna (jap. ひぐらしのなく頃に絆).
Someutsushi-hen (jap. 染伝し編)
Jest to rozdział pytań, który pojawia się w pierwszej części Higurashi no Naku Koro ni Kizuna Dai Ichi Kan Tatari (jap. ひぐらしのなく頃に絆 第一巻「祟」 „Kiedy cykady zapłaczą: Więzi ~ Część pierwsza: Klątwa”). Stanowi on retelling Onisarashi-hen z nowymi postaciami, pomniejszymi zmianami fabularnymi oraz z innym zakończeniem. Dochodzi do tych samych wydarzeń, co we wcześniej wspomnianym rozdziale, lecz rolę Mamoru Akasaki i Oishiego Kurando zastępuje policjantka — Minai Tomoe.
Kagebōshi-hen (jap. 影紡し編)
Rozdział pojawia się w drugiej części Higurashi no Naku Koro ni Kizuna Dai Ni Kan Sou (jap. ひぐらしのなく頃に絆 第二巻「想」 „Kiedy cykady zapłaczą: Więzi ~ Część druga: Myśl”). Jest kolejnym retellingem Onisarashi-hen, lecz jest tym razem ukazany z perspektywy policjantki — Minai Tomoe. Tym razem Mamoru oraz Kurando są obecni. Ponadto pojawiają się nowe postacie: Minai Madoka — młodsza siostra Tomoe; oraz Fujita Shingo — policjant. Kageboushi-hen kończy się równie szczęśliwie jak Onisarashi-hen, lecz samo zakończenie wygląda inaczej.
Tokihogushi-hen (jap. 解々し編)
Rozdział pojawia się w trzeciej części Higurashi no Naku Koro ni Kizuna Dai San Kan Rasen (jap. ひぐらしのなく頃に絆 第三巻「螺」 „Kiedy cykady zapłaczą: Więzi ~ Część trzecia: Spirala”). Minai Tomoe wraz ze swoją siostrą Madoką prowadzą dochodzenie związane z wydarzeniami w szkole, do której uczęszczała Rena. Ozaki Nagisa — przyjaciółka Reny — próbuje pomóc policjantom w śledztwie.
Kotohogushi-hen (jap. 言祝し編)
Jest to rozdział, który pojawia się w ostatniej części Higurashi no Naku Koro ni Kizuna Dai Yon Kan Kizuna (jap. ひぐらしのなく頃に絆 第四巻「絆」 „Kiedy cykady zapłaczą: Więzi ~ Część czwarta: Więzi”). Stanowi on szczegółowy opis przeszłości Hanyuu oraz początków Hinamizawy.

## Bohaterowie

### Główni
- Keiichi Maebara (jap. 前原 圭一 Maebara Keiichi) – protagonista pierwszych trzech rozdziałów. Syn sławnego malarza. Po przeprowadzce do Hinamizawy zaprzyjaźnia się z dziewczynami i dołącza do ich klubu. Cierpi na syndrom Hinamizawy. Utrzymuje stałe kontakty z policjantem Oishim.

Seiyū: Sōichirō Hoshi 
- Rena Ryūgu (jap. 竜宮 レナ Ryūgu Rena) – główna bohaterka rozdziału Tsumihoroboshi-hen. Przeprowadziła się do Hinamizawy rok wcześniej z miejscowości Ibaraki. Ma obsesję na punkcie wszystkich ślicznych rzeczy. Jej prawdziwe imię to Reina.

Seiyū: Mai Nakahara 
- Mion Sonozaki (jap. 園崎 魅音 Sonozaki Mion) – najstarsza w szkole oraz najweselsza w grupie. Jest też przewodniczącą klasy. Uwielbia oszukiwać w grach karcianych. Podkochuje się w Keiichim. Mion zgodnie z tradycją dziedziczy zwierzchnictwo nad rodem Sonozaki, pomaga Oryō podejmować decyzje, przygotowując się do roli przywódcy. Ma siostrę bliźniaczkę. Na plecach i w imieniu ma symbol demona (w imieniu to sylaba mi (jap. 魅)).

Seiyū: Satsuki Yukino 
- Shion Sonozaki (jap. 園崎 詩音 Sonozaki Shion) – bliźniacza siostra Mion, mieszkająca rezydencji w Okinomiya. W przeciwieństwie do siostry nie posiada znaku demona. Pracuje jako kelnerka w „Angel-Mort”. Została przeniesiona przez rodziców do szkoły prywatnej, jednakże z niej uciekła i wróciła do domu, gdzie mieszkała wraz z Kasai. Była zakochana w Satoshim – bracie Satoko, za co została wygnana z Trzech Wielkich Domów. Ulubionym narzędziem Shion jest paralizator.

Seiyū: Satsuki Yukino 
- Rika Furude (jap. 古手 梨花 Furude Rika) – główna bohaterka od rozdziału Minagoroshi-hen. Dziesięcioletnia dziewczynka, która w rzeczywistości ma ponad sto lat. Jest kapłanką świątyni w Hinamizawie i reinkarnacją bóstwa Oyashiro. Należy do rodu Furude – jednego z Trzech Wielkich Domów w Hinamizawie. Jest tak zwaną „Królową Nosicieli” –  oznacza to, że gdy zginie, syndrom uaktywni się u wszystkich mieszkańców Hinamizawy. Prowadzi święto ku czci bogini Oyashiro – Watanagashi. Przyjaźni się z Satoko Hōjō.

Seiyū: Yukari Tamura 
- Satoko Hōjō (jap. 北条 沙都子 Hōjō Satoko) – mała dziewczynka o trudnej przeszłości. Gdy uaktywnił się u niej syndrom, zrzuciła swoich rodziców z klifu. Uwielbia zastawiać różnego rodzaju pułapki.

Seiyū: Mika Kanai 
- Hanyū Furude (jap. 古手 羽入 Furude Hanyū) – Bogini Oyashiro, która jest połączona zmysłami ze swoją reinkarnacją – Riką i każdą wcześniejszą dziedziczką rodu Furude. Hanyū wykorzystując swoje moce ożywia Rikę i przenosi ją do każdej kolejnej, nowej Hinamizawy.

Seiyū: Yui Horie 

### Poboczni
- Kuraudo Ōishi (jap. 大石 蔵人 Ōishi Kuraudo) – detektyw. Wielokrotnie pomaga przyjaciołom z klubu. Za wszelką cenę chce wyjaśnić sprawy tajemniczych morderstw. Na emeryturze chce rozpocząć naukę tańca towarzyskiego i odpoczywać w domu. Jest siwy i dość gruby. Uzależniony od palenia.

Seiyū: Chafūrin 
- Mamoru Akasaka (jap. 赤坂 衛 Akasaka Mamoru) – policjant z Tokio. Pracuje w Agencji Policji Państwowej (NPA). Do Hinamizawy został wysłany, w sprawie z porwaniem syna wysoko postawionego tokijskiego urzędnika.

Seiyū: Daisuke Ono (anime), Takehito Koyasu (drama CD) 
- Kyōsuke Irie (jap. 入江 京介 Irie Kyōsuke) – kierownik instytutu medycznego w Himamizawie. Jest wyjątkowo związany z małą Satoko, chciał ją nawet adoptować. Jest jednocześnie lekarzem i trenerem drużyny baseballowej – Hinamizawa Fighters.

Seiyū: Toshihiko Seki 
- Miyo Takano (jap. 鷹野 三四 Takano Miyo) – jej prawdziwe imię to Miyoko Tanashi. Jej rodzice zginęli w wypadku gdy była małą dziewczynką. Adoptował ją Takano Hifumi, profesor jej ojca. Za cel życiowy postawiła sobie kontynuowanie pracy Hifumi’ego, który badał Syndrom Hinamizawy. Od znajomego Hifumi’ego dostała darowiznę w wysokości kilku mld jenów, na prowadzenie badań. Miyo przeznaczyła tę kwotę na przekupienie Yamainu, państwowej organizacji wyspecjalizowanej w dyskretnych misjach. W Hinamizawie pracowała jako pielęgniarka i pomocnica Irie.

Seiyū: Miki Itō 
- Jirō Tomitake (jap. 富竹 ジロウ Tomitake Jirō) – członek tajnej organizacji z Tokio, nadzorujący pracę Miyo. Aby pozostać incognito, udaje fotografa, na festiwalu Watanagashi.

Seiyū: Tōru Ōkawa 
- Rina Mamiya (jap. 間宮 リナ Mamiya Rina) – nazywana też Ritsuko. Prostytutka, oszustka i naciągaczka. Teppei Hōjō jest jej alfonsem. W Tsumihoroboshi-hen zostaje narzeczoną ojca Reny, ponieważ chce od niego wyciągnąć pieniądze.

Seiyū: Misa Watanabe, Kyōko Hikami (drama CD) 
- Teppei Hōjō (jap. 北条 鉄平 Hōjō Teppei) – wujek Satoko i Satoshiego. Został ich prawnym opiekunem po śmierci ich rodziców. Nad obojgiem znęcał się psychicznie i fizycznie.

Seiyū: Katsuhisa Hōki 
- Rumiko Chie (jap. 知恵 留美子 Chie Rumiko) – nauczycielka ze szkoły w Hinamizawie.

Seiyū: Fumiko Orikasa, Hitomi Miwa (film aktorski) 
- Oryō Sonozaki (jap. 園崎 お魎 Sonozaki Oryō) – nazywana też Onibabą (dosłownie piekielną babcią). Jest matką Akane oraz babcią Mion i Shion. Przywódczyni Trzech Wielkich Domów.

Seiyū: Shizuka Okohira 
- Tatsuyoshi Kasai (jap. 葛西 辰由 Kasai Tatsuyoshi) – ochroniarz i przyjaciel Shion, prawa ręka rodu Sonozakich. Jest świetnym snajperem.

Seiyū: Fumihiko Tachiki 
- Satoshi Hōjō (jap. 北条 悟史 Hōjō Satoshi) – starszy brat Satoko. Grał w drużynie baseballowej Hinamizawa Fighters. Znika w tajemniczych okolicznościach rok przed wydarzeniami z serialu.

Seiyū: Yū Kobayashi (anime), Mitsuki Saiga (drama CD) 

## Manga
Na podstawie gier powstało kilka serii mang zebranych pod wspólnym tytułem Gdy zapłaczą cykady (jap. ひぐらしのなく頃に Higurashi no naku koro ni). Łącznie powstało 38 tomów, podzielonych na 14 oddzielnych mini-serii, których fabuła jest podzielona identycznie jak materiał wyjściowy. Autorem scenariusza do wszystkich tomów był Ryukishi07, a ilustracje wykonało kilku różnych artystów, pracujących niezależnie od siebie nad innymi Księgami. W ramach tej serii wydawniczej powstały także cztery księgi prezentujące nowy zestaw bohaterów. Są to kolejno Księga manifestacji demona (jap. 鬼曝し編 Onisarashi-hen), Księga upływającej nocy (jap. 宵越し編 Yoigoshi-hen), Księga rozbicia świadomości (jap. 現壊し編 Utsutsukowashi-hen) oraz Księga ukojenia duszy (jap. 心癒し編 Kokoroiyashi-hen).
Ukazała się także adaptacja historii, która była pierwszym szkicem cyklu gier Higurashi no naku koro ni zatytułowana Hinamizawa Teiryūjo (jap. 雛見沢停留所; dosł. Przystanek Hinamizawa). Pierwszy rozdział ukazał się 25 października 2011 roku, w pierwszym numerze nowo-powstałego czasopisma Big Gangan wydawnictwa Square Enix.
W Polsce licencję na wydanie tej serii wydawniczej zakupiło wydawnictwo Waneko.
Na podstawie drugiej adaptacji anime powstała również nowa adaptacja w formie mangi, której autorem jest Tomato Akase. Pierwszy rozdział tej mangi ukazał się 2 października 2020 roku w czasopiśmie internetowym „Young Ace Up” wydawnictwa Kadokawa. Całość zatytułowana została Higurashi no naku koro ni gō (jap. ひぐらしのなく頃に 業) i zamyka się w czterech tomach. Ostatni rozdział mangi ukazał się 24 września 2021.
Druga seria mangi, również będąca adaptacją nowej serii anime, została zatytułowana Higurashi no naku koro ni meguri (jap. ひぐらしのなく頃に 巡). Jej autorem również jest Tomato Akase, a kolejne rozdziały ukazują się od 10 października 2021 w „Young Ace Up”.

## Anime

### Adaptacja gry
Na podstawie gier w 2006 roku powstała adaptacja w formie anime wyprodukowana przez Studio Deen, zatytułowana Higurashi no naku koro ni (jap. ひぐらしのなく頃に). Seria ta składa się z 26 odcinków i została wyemitowana od 5 kwietnia do 27 września 2006 roku przez wiele japońskich stacji telewizyjnych, takich jak Kansai TV, TV Kanagawa, Chiba TV i TV Saitama. Seria ta obejmuje sześć rozdziałów: Księga uprowadzenia przez demony (jap. 鬼隠し編 Onikakushi-hen), Księga dryfującej bawełny (jap. 綿流し編 Watanagashi-hen), Księga morderczej klątwy (jap. 祟殺し編 Tatarigoroshi-hen), Księga marnowania czasu (jap. 暇潰し編 Himatsubushi-hen), Księga uświadomienia (jap. 目明し編 Meakashi-hen) oraz Księga pokuty (jap. 罪滅し編 Tsumihoroboshi-hen). Do wydania serii na DVD dołączono także dodatkowy odcinek, zatytułowany Nekogoroshi-hen (jap. 猫殺し編). Seria da dostępna jest w Polsce za pośrednictwem platformy Netflix pod tytułem When They Cry.
Druga seria anime również została wyprodukowana  przez to samo studio co pierwsza, składa się z 24 odcinków i została zatytułowana Higurashi no naku koro ni kai (jap. ひぐらしのなく頃に解). Seria była emitowana w Japonii od 7 lipca do 22 grudnia na kilkunastu stacjach telewizyjnych, między innymi na KBS Kyoto, Sun TV i Chiba TV. Pierwszy odcinek tej serii, oraz rozdział Yakusamashi-hen (jap. 厄醒し編) stanowi oryginalny materiał, pozostałe stanowią adaptację dwóch rozdziałów, kolejno: Minagoroshi-hen (jap. 皆殺し編) oraz Matsuribayashi-hen (jap. 祭囃し編).
W 2009 roku wydano trzecią serię anime, tym razem w formie pięcioodcinkowej serii OVA, zatytułowanej Higurashi no naku koro ni rei (jap. ひぐらしのなく頃に礼), podzielonej na trzy rozdziały: Hajisarashi-hen (jap. 羞晒し編), Saikoroshi-hen (jap. 賽殺し編), oraz Hirukowashi-hen (jap. 昼壊し編).
Na przełomie lat 2011-2012 wydano kolejną, tym razem czteroodcinkową, serię OVA, zatytułowaną Higurashi no naku koro ni kira (jap. ひぐらしのなく頃に煌), tym razem by uczcić 10. rocznicę powstania franczyzy.
Dodatkowo w 2013 roku wydano kolejną OVA, zatytułowaną Higurashi no naku koro ni kaku 〜Outbreak〜 (jap. ひぐらしのなく頃に拡 〜アウトブレイク〜 Higurashi no naku koro ni kaku ～Autobureiku～), wyprodukowaną na podstawie opowiadania napisanego przez Ryukishi07.

#### Ścieżka dźwiękowa
| Seria          | Tytuł                                                                                        | Wykonawca                            | Źródło        |
| Czołówka       | Czołówka                                                                                     | Czołówka                             | Czołówka      |
| -------------- | -------------------------------------------------------------------------------------------- | ------------------------------------ | ------------- |
| 1              | „Higurashi no naku koro ni” (jap. ひぐらしのなく頃に)                                        | Eiko Shimamiya                       | [ 13 ]        |
| 2              | „Naraku no hana” (jap. 奈落の花)                                                             | Eiko Shimamiya                       | [ 20 ]        |
| Rei            | „Super scription of data”                                                                    | Eiko Shimamiya                       | [ 30 ]        |
| Kira           | „Happy! Lucky! Dochy!”                                                                       | Yukari Tamura & Mika Kanai           | [ 30 ]        |
| Napisy końcowe |                                                                                              |                                      |               |
| 1              | „why, or why not”                                                                            | Hiroyuki Ōshima feat. Rekka Katakiri | [ 13 ] [ 31 ] |
| 2              | „Taishō a” (jap. 対象 a)                                                                     | anNina                               | [ 20 ]        |
| Rei            | „Manazashi” (jap. まなざし)                                                                  | anNina                               | [ 30 ]        |
| Kira           | „Zendaimimon ☆ Miracle change” (jap. 前代未聞☆ミラクルチェンジ Zendaimimon ☆ mirakuruchenji) | Mai Nakahara                         | [ 30 ]        |

Utwór będący czołówką pierwszej serii – „Higurashi no naku koro ni” – został wydany jako singiel 24 maja 2006 roku; znalazł się na 18. miejscu na liście sprzedaży Oriconu i utrzymał się na niej przez 26 tygodni. Utwór „why, or why not” został wydany 28 czerwca 2006 roku, znalazł się na 30. miejscu na liście sprzedaży Oriconu i utrzymał się na niej przez 6 tygodni.
Czołówka drugiej serii, „Naraku no hana”, została wydana jako singiel 22 sierpnia 2007 roku; znalazła się na 12. miejscu na liście sprzedaży Oriconu i utrzymała się na niej przez 15 tygodni. Utwór „Taishō a” został wydany 22 sierpnia 2007 roku, znalazł się na 22. miejscu na liście sprzedaży Oriconu i utrzymał się na niej przez 8 tygodni.

#### Kontrowersje
18 września 2007 roku szesnastoletnia dziewczyna zamordowała siekierą swojego ojca. Z powodu różnych pogłosek, jakoby incydent ten (i inne jemu podobne, które wydarzyły się w tamtym czasie) był zainspirowany serią Higurashi, 1 października 2007 stacja telewizyjna zadecydowała o tymczasowemu zaprzestaniu emisji drugiej serii anime; odcinek serii nie został wyświetlony 5 października 2007 roku.

### Sequel
21 marca 2020 roku Kadokawa ogłosiła powstawanie nowego projektu z serii Higurashi, którego premiera miałaby się odbyć w lipcu 2020 roku. Projekt postaci wykonał Akio Watanabe, a produkcją serii zajęło się studio Infinite, a animacją studio Passione. Ze reżyserię odpowiada Keiichiro Kawaguchi, a za kompozycję Naoki Hayashi, muzykę do serii ponownie napisze Kenji Kawai, który pracował jako kompozytor przy wcześniejszych projektach z serii. Do swoich ról powrócili także Sōichirō Hoshi (Keiichi Maebara), Mai Nakahara (Rena Ryūgū), Satsuki Yukino (Mion Sonozaki), Mika Kanai (Satoko Hōjō) i Yukari Tamura (Rika Furude).
W maju 2020 roku za pośrednictwem oficjalnej strony internetowej poinformowano o opóźnieniu produkcji ze względu na pandemię koronawirusa. Ostatecznie premierę przesunięto na październik 2020. Drugi zwiastun ujawnił, że pierwsze trzynaście odcinków będzie miało swoją premierę od 1 października 2020 roku o 23:30 na Tokyo MX i BS11, a później także na Sun TV oraz w serwisach d Anime Store oraz Hikari TV. Ten sam zwiastun ujawnił także, że 14. odcinek serii będzie miał swoją premierę 7 stycznia 2021 roku.

## Filmy live action
Na podstawie gry powstały dwa aktorskie filmy pełnometrażowe.
Pierwszy z nich, zatytułowany Higurashi no naku koro ni (jap. ひぐらしのなく頃に), został wyreżyserowany przez Ataru Oikawę. Film ten stanowi adaptację księgi uprowadzenia przez demony (jap. 鬼隠し編 Onikakushi-hen). Premiera pierwszej części filmu odbyła się 10 maja 2008 roku.
Obsada
- Gōki Maeda jako Keiichi[40]
- Rin Asuka jako Mion[40]
- Airi Matsuyama jako Rena[41]
- Aika jako Rika[41]
- Erena Ono jako Satoko[42]

Premiera sequela, zatytułowanego Higurashi no naku koro ni chikai (jap. ひぐらしのなく頃に誓) odbyła się w maju 2009 roku. i dotyczy ona rozdziału Tsumihoroboshi-hen.

## TV Drama
Na podstawie gry powstał także serial telewizyjny. Miał on swoją premierę 20 maja 2016 roku na kanale BS SkyPer! i składa się z sześciu godzinnych odcinków. Za reżyserię odpowiada Tōru Ōtsuka oraz Tarō Miyaoka, scenariusz napisał Toru Hasegawa. Produkcją serii zajęła się firma MMJ (Media Mix Japan) we współpracy z SkyPer!. Seria stanowi adaptacje trzech ksiąg z serii „pytań” – księgi uprowadzenia przez demony, księgi dryfującej bawełny oraz księgi morderczej klątwy.
Czołówką serii jest utwór „Kimi wa doko ni iru?” (jap. 君はどこにいる?) wykonywany przez NGT48, który został 1 czerwca 2016 roku wydany w wersji teatralnej jako singiel.
Obsada
- Minami Katō jako Rena Ryūgū[44]
- Rika Nakai jako Mion Sonozaki, Shion Sonozaki[44]
- Reina Seiji jako Satoko Hōjō[44]
- Hinata Honma jako Rika Furude[44]
- Rie Kitahara jako Miyo Takano[44]
- Moeka Takakura jako „tajemnicza dziewczyna”[44]
- Yuuma Ishigaki jako Jirō Tomitake[44]
- Yū Inaba jako Keiichi Maebara[44]
- Tomohiro Kaku jako Kyōsuke Irie[44]
- Tomohiro Waki jako Teppei Hōjō[44]
- Shinobu Tsuruta jako Kuraudo Ōishi[44]